# Backspacer
Backspacer is het negende studioalbum van de Amerikaanse rockband Pearl Jam, dat officieel op 20 september 2009 werd uitgegeven.
Het album wordt over het algemeen gezien als de terugkeer van Pearl Jam tot een groter publiek, wat al was ingezet door het album Pearl Jam uit 2006. Er staan toegankelijker en optimistischer nummers op dan op voorgaande albums, wat door zanger Eddie Vedder werd gerelateerd aan de verkiezing van Barack Obama in die periode tot president van de Verenigde Staten. Een voorbeeld is Just Breathe, dat in Nederland veel op de radio is gedraaid, en geïnspireerd lijkt door de succesvolle soundtrack Into the Wild van Eddie Vedder. De populariteit van het nummer tijdens Serious Request droeg hier aan bij. Singles van het album zijn The Fixer, Got Some/Just Breathe en Amongst the Waves.
De muziek op het album heeft onder meer kenmerken van new wave. Backspacer is het kortste studio-album van de band met nog geen 37 minuten, waarbij twee nummers langer duren dan vier minuten.
Het album is in de Verenigde Staten uitgegeven via het label van de band zelf (Monkeywrench Records) en internationaal via Universal Music Group. In de Verenigde Staten is Target (een rivaal van Kmart en Wal-Mart) de exclusieve big-box store retailer voor het album. Daarnaast is voor Amerikanen het album te verkrijgen via de iTunes Store, onafhankelijke platenzaken en via de website van de band.

## Creatie
Pearl Jam begon in 2008 aan het album te werken en in 2009 borduurde het voort op de instrumentale en demotracks. Het album werd in februari 2009 gedurende een periode van twee weken opgenomen in de Henson Recording Studios in Los Angeles, Californië. Voor het eerst sinds No Code (1996) spendeerde de band behoorlijk wat tijd buiten Seattle aan het doen van albumopnames. In april 2009 werd het album afgerond tijdens een twee weken durend verblijf in Atlanta, Georgia. Pearl Jam werkte voor het eerst sinds Yield (1998) weer met producer Brendan O'Brien.

## Commercieel succes
Backspacer debuteerde op nummer 1 in onder meer de Verenigde Staten, Australië, Canada, Portugal, Nieuw-Zeeland en Tsjechië, op 2 in onder meer Kroatië en Oostenrijk en op 3 in onder meer Nederland, Duitsland, Spanje, Italië, Noorwegen en Zwitserland.
In de Verenigde Staten werden in de eerste week na release 189.000 exemplaren verkocht. Hierdoor werd Jay-Z met het album Blueprint 3 van de eerste plek in de Amerikaanse Billboard 200 Albums gestoten. Pearl Jam bereikte hiermee voor de vierde keer de eerste plek, na Vs. (1993), Vitalogy (1994) en No Code (1996). Doordat vier andere albums de tweede plek bereikten (Ten, Yield, Binaural en Pearl Jam) werd Backspacer het achtste album van Pearl Jam dat de top 2 van de Amerikaanse Billboard 200 Albums bereikte.
Naast de eerste plek in de Amerikaanse Billboard 200 Albums, bereikte Pearl Jam ook de toppositie in de lijst van Digital Albums en de genres Rock Albums, Alternative Albums, Hard Rock Albums en Independent Albums.
Backspacer bereikte nr. 3 op de lijst van Billboards European Albums, die is samengesteld op basis van de officiële verkopen van 19 Europese landen.
Het album bereikte de hoogste plaats in de iTunes Store Top 10 Albums van de Verenigde Staten, Australië, Canada, Portugal en Luxemburg, nummer 2 in Zwitserland en Ierland en 3 in Finland, Griekenland, Italië en Nieuw-Zeeland. In de Nederlandse iTunes Store Top 10 Albums bereikte Backspacer positie 4.

## Reviews
Het Amerikaanse toonaangevende tijdschrift Rolling Stone hield aan het eind van 2009 een Year-End Readers' Poll. The Fixer werd verkozen tot Top Single van 2009 en Backspacer tot Top Album van 2009. De titel Top Artist moest de band nipt aan Adam Lambert overlaten.
Het blad zelf gaf Backspacer de elfde plek in de lijst van Top 10 Albums of 2009. De Billboard Top 10 Albums of 2009 gaf het album een achtste plek.

## Promotietour
Pearl Jam toerde rondom de lancering van het album in Noord-Amerika en in Europa. De band speelde onder meer op 13 augustus 2009 in Ahoy in Rotterdam en speelde vier keer in het Wachovia Spectrum in Philadelphia, dat na deze concerten is afgebroken. In november 2009 speelde Pearl Jam zeven concerten in Oceanië. De tour werd in 2010 voortgezet met onder meer twee concerten in de Madison Square Garden en elf concerten in Europa, waaronder in Nijmegen op 27 juni 2010.

## Trivia
- Bij aankoop van het album op iTunes kan de koper gratis twee concerten van de band downloaden uit een geselecteerd aantal van de periode 2005-2008. Het hele album werd bij de uitgave ervan meteen beschikbaar gemaakt voor het spel Rock Band.
- Artwork voor Backspacer werd vervaardigd door editorial cartoonist Dan Perkins, die onder het pseudoniem Tom Tomorrow werkt. De cover van Backspacer bevat negen door Perkins vervaardigde plaatjes.
- De titelnaam komt mede door de nostalgie voor de historische naam van de toets op typemachines zoals die tot de jaren 50 werden van de 20ste eeuw genoemd, maar ook als een terugblik op een leven.
- Backspacer was de naam voor een schildpad die door Pearl Jam werd gesponsord voor de Conservation International and National Geographic's Great Turtle Race.

## Tracklist
1. Gonna See My Friend
2. Got Some
3. The Fixer
4. Johnny Guitar
5. Just Breathe
6. Amongst the Waves
7. Unthought Known
8. Supersonic
9. Speed of Sound
10. Force of Nature
11. The End

## Hitnotering
| "Backspacer" in de Nederlandse Album Top 100 - binnen: 26-09-2009 | "Backspacer" in de Nederlandse Album Top 100 - binnen: 26-09-2009 | "Backspacer" in de Nederlandse Album Top 100 - binnen: 26-09-2009 | "Backspacer" in de Nederlandse Album Top 100 - binnen: 26-09-2009 | "Backspacer" in de Nederlandse Album Top 100 - binnen: 26-09-2009 | "Backspacer" in de Nederlandse Album Top 100 - binnen: 26-09-2009 | "Backspacer" in de Nederlandse Album Top 100 - binnen: 26-09-2009 | "Backspacer" in de Nederlandse Album Top 100 - binnen: 26-09-2009 | "Backspacer" in de Nederlandse Album Top 100 - binnen: 26-09-2009 | "Backspacer" in de Nederlandse Album Top 100 - binnen: 26-09-2009 | "Backspacer" in de Nederlandse Album Top 100 - binnen: 26-09-2009 | "Backspacer" in de Nederlandse Album Top 100 - binnen: 26-09-2009 | "Backspacer" in de Nederlandse Album Top 100 - binnen: 26-09-2009 | "Backspacer" in de Nederlandse Album Top 100 - binnen: 26-09-2009 | "Backspacer" in de Nederlandse Album Top 100 - binnen: 26-09-2009 | "Backspacer" in de Nederlandse Album Top 100 - binnen: 26-09-2009 | "Backspacer" in de Nederlandse Album Top 100 - binnen: 26-09-2009 | "Backspacer" in de Nederlandse Album Top 100 - binnen: 26-09-2009 | "Backspacer" in de Nederlandse Album Top 100 - binnen: 26-09-2009 | "Backspacer" in de Nederlandse Album Top 100 - binnen: 26-09-2009 | "Backspacer" in de Nederlandse Album Top 100 - binnen: 26-09-2009 | "Backspacer" in de Nederlandse Album Top 100 - binnen: 26-09-2009 | "Backspacer" in de Nederlandse Album Top 100 - binnen: 26-09-2009 |
| Week                                                              | 01                                                                | 02                                                                | 03                                                                | 04                                                                | 05                                                                | 06                                                                | 07                                                                | 08                                                                | 09                                                                | 10                                                                | 11                                                                | 12                                                                | 13                                                                | 14                                                                | 15                                                                |                                                                   | 16                                                                | 17                                                                |                                                                   | 18                                                                | 19                                                                |                                                                   |
| ----------------------------------------------------------------- | ----------------------------------------------------------------- | ----------------------------------------------------------------- | ----------------------------------------------------------------- | ----------------------------------------------------------------- | ----------------------------------------------------------------- | ----------------------------------------------------------------- | ----------------------------------------------------------------- | ----------------------------------------------------------------- | ----------------------------------------------------------------- | ----------------------------------------------------------------- | ----------------------------------------------------------------- | ----------------------------------------------------------------- | ----------------------------------------------------------------- | ----------------------------------------------------------------- | ----------------------------------------------------------------- | ----------------------------------------------------------------- | ----------------------------------------------------------------- | ----------------------------------------------------------------- | ----------------------------------------------------------------- | ----------------------------------------------------------------- | ----------------------------------------------------------------- | ----------------------------------------------------------------- |
| Nummer                                                            | 3                                                                 | 7                                                                 | 10                                                                | 12                                                                | 24                                                                | 28                                                                | 36                                                                | 49                                                                | 39                                                                | 33                                                                | 30                                                                | 29                                                                | 37                                                                | 32                                                                | 30                                                                | uit                                                               | 73                                                                | 77                                                                | uit                                                               | 81                                                                | 89                                                                | uit                                                               |